# Thalita de Jong
Thalita de Jong (født 6. november 1993) er en nederlandsk cykelrytter. Hun deltog i VM i landevejscykling 2013 i Firenze.  Hun vandt guld ved VM i cykelcross 2016 i Zolder, Belgien. Efter fem år med Rabo-Liv, skiftede hun i august 2016 til Lares-Waowdeals. Hun er storesøster til cykelrytteren Demi de Jong.